# Carl Bozi

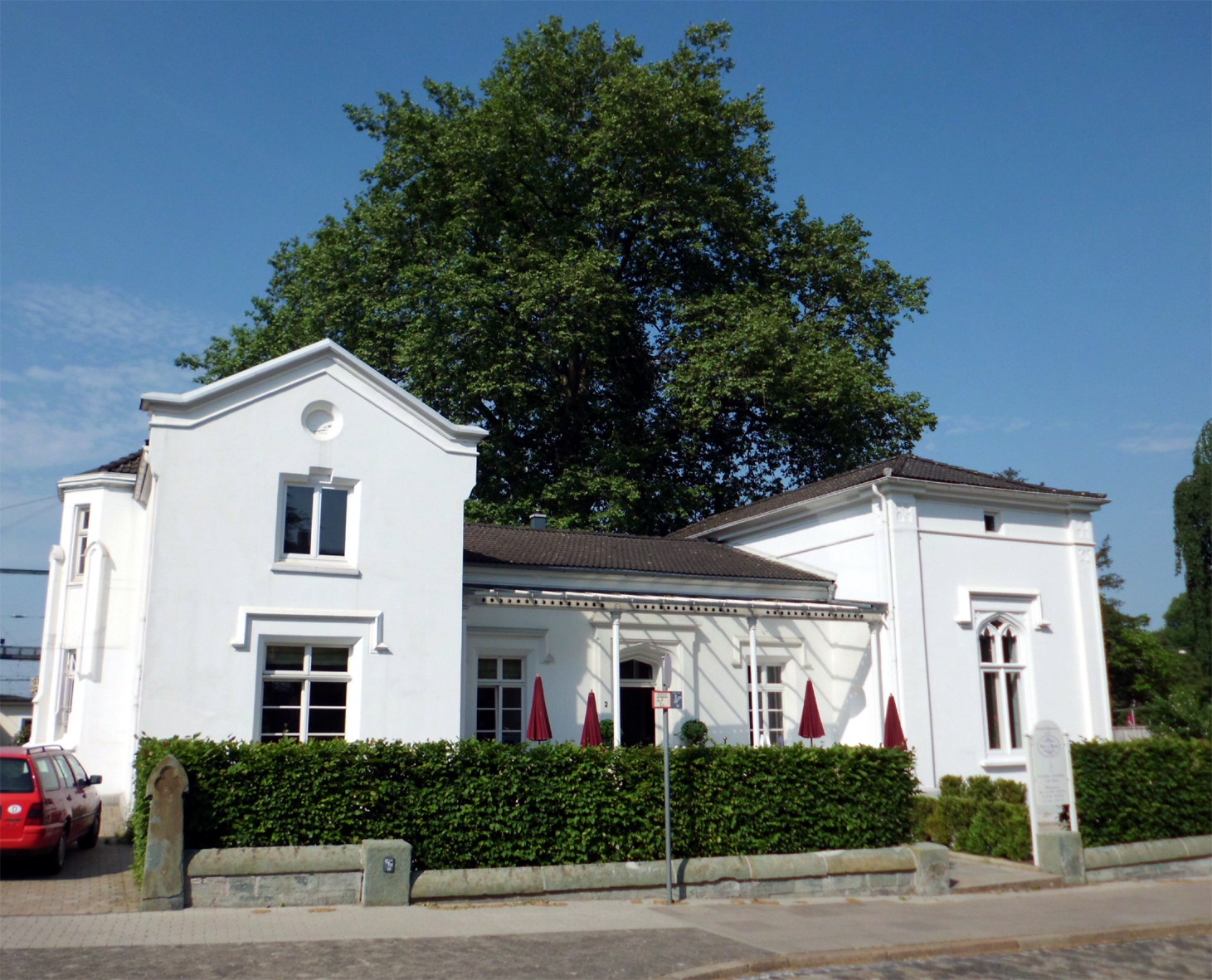
Die denkmalgeschützte Villa Bozi 2012

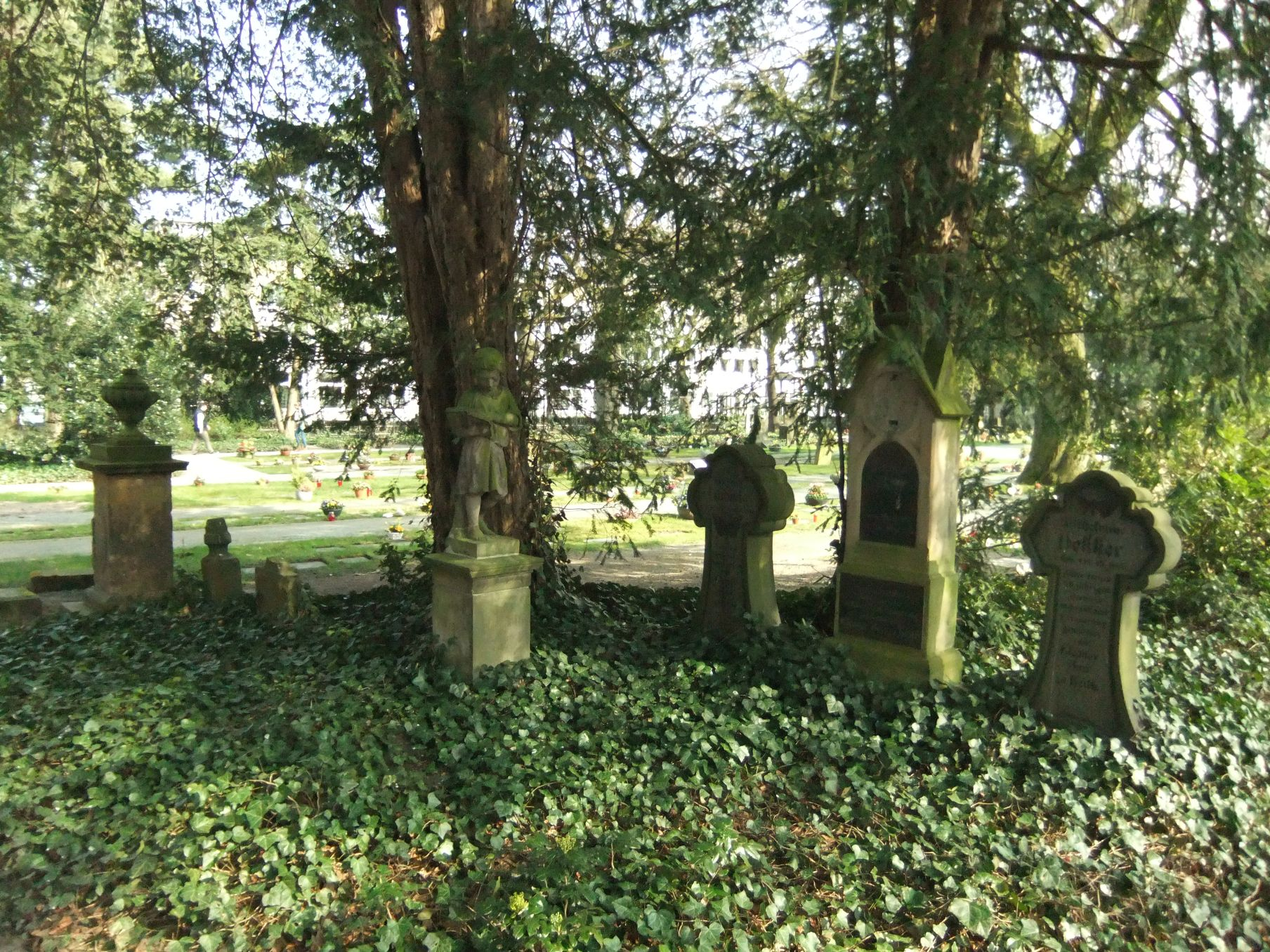
Grab Carl Bozis (mit Engelfigur)

Carl Bozi (* 10. April 1809 in Friedrichsdorf; † 27. Mai 1889 in Bielefeld) war Unternehmer und Gründer der Spinnerei Vorwärts in Bielefeld.

## Leben
Bozi war der Sohn von Michael Bozi (1775–1862), eines ursprünglich aus Ungarn stammenden ehemaligen Kleinbauern, dem es gelungen war, einen Korn- und Garnhandel aufzubauen. Bozi stieg nach einer kaufmännischen Ausbildung in den Leinengarnhandel seines Vaters ein. Im Jahr 1832 ging er nach Belfast, um im damaligen Zentrum der Leinenindustrie neue Erfahrungen zu sammeln. Anschließend gründete Bozi in Irland ein Handelsunternehmen und exportierte Maschinengarne nach Deutschland.
Nach der Rückkehr nach Deutschland gründeten Bozi und sein Bruder Gustav 1850 mit Kapital, das vorwiegend aus der eigenen Familie kam, die Spinnerei Vorwärts. Dabei stieß er auf massiven Widerstand der Handspinner des Ravensberger Landes, die ihre Absatzchancen bedroht sahen. Anfangs gestützt auf irische Fachkräfte, entstand so die erste mit Dampfkraft betriebene Flachsspinnerei in Deutschland. Carl Bozi war vor allem im kaufmännischen Bereich tätig. 
Nach technischen und konjunkturellen Schwierigkeiten mussten die Brüder Bozi ihre Aktien verkaufen und sich aus dem Unternehmen zurückziehen. Die Spinnerei Vorwärts erholte sich später wieder und war bis zum Ersten Weltkrieg ein erfolgreiches Unternehmen. Carl Bozi war nach dem Rückzug unternehmerisch im Baubereich sowie in der Brau- und Zementindustrie tätig.
1852 ließ er die repräsentative Villa Bozi im irischen Landhausstil errichten.
Sein Grab befindet sich auf dem Alten Friedhof.